# Ladislav Krejčí (1999)
Ladislav Krejčí (20 april 1999) is een Tsjechisch voetballer die doorgaans als verdedigende middenvelder of centrale verdediger speelt. Hij verruilde Sparta Praag in 2024 voor Girona FC. Krejčí debuteerde in 2022 in het Tsjechisch voetbalelftal.

## Interlandcarrière
Krejčí maakte in 24 maart 2022 zijn debuut in het Tsjechisch voetbalelftal tegen Zweden in een wedstrijd die Tsjechië na verlenging met 1–0 verloor. Krejčí kwam in de 92e minuut in het elftal voor Antonín Barák. Zijn eerste doelpunt in het Tsjechische nationale elftal maakte Krejčí precies een jaar later in een met 3–1 gewonnen wedstrijd tegen Polen
| Interlands van Ladislav Krejčí voor Tsjechië | Interlands van Ladislav Krejčí voor Tsjechië | Interlands van Ladislav Krejčí voor Tsjechië | Interlands van Ladislav Krejčí voor Tsjechië | Interlands van Ladislav Krejčí voor Tsjechië | Interlands van Ladislav Krejčí voor Tsjechië |
| №                                            | Datum                                        | Wedstrijd                                    | Uitslag                                      | Competitie                                   | Goals                                        |
| Als speler van AC Sparta Praag               | Als speler van AC Sparta Praag               | Als speler van AC Sparta Praag               | Als speler van AC Sparta Praag               | Als speler van AC Sparta Praag               | Als speler van AC Sparta Praag               |
| -------------------------------------------- | -------------------------------------------- | -------------------------------------------- | -------------------------------------------- | -------------------------------------------- | -------------------------------------------- |
| 1                                            | 24 maart 2022                                | Zweden – Tsjechië                            | 1 – 0 (n.v.)                                 | WK 2022 kwalificatie                         |                                              |
| 2                                            | 2 juni 2022                                  | Tsjechië – Zwitserland                       | 1 – 2                                        | Nations League 2022/23                       |                                              |
| 3                                            | 24 maart 2022                                | Tsjechië – Polen                             | 3 – 1                                        | EK 2024 kwalificatie                         | 1                                            |

Bijgewerkt op 17 juni 2023.

## Erelijst
| Kampioen Fortuna liga | 2× | 2022/23, 2023/24 |
| Beker van Tsjechië    | 2× | 2019/20, 2023/24 |

1 Carlos ·
3 Gutiérrez ·
4 Martínez ·
5 López ·
6 Van de Beek ·
7 Stuani  ·
8 Tsyhankov ·
9 Ruiz ·
10 Asprilla ·
11 Danjuma ·
13 Gazzaniga ·
14 Romeu ·
15 Juanpe ·
16 Francés ·
17 Blind ·
18 Krejčí ·
19 Miovski ·
20 Gil ·
21 Herrera ·
22 Solís ·
23 Martín ·
24 Portu ·
25 López ·
27 Misehouy ·
Coach: Míchel
1 Staněk ·
2 Zima ·
3 Holeš ·
4 Hranáč ·
5 Coufal ·
6 Vitík ·
7 Barák ·
8 Ševčík ·
9 Hložek ·
10 Schick ·
11 Kuchta ·
12 Douděra ·
13 Chytil ·
14 Provod ·
15 D. Jurásek ·
16 Kovář ·
17 Černý ·
18 Krejčí ·
19 Chorý ·
20 Lingr ·
21 Červ ·
22 Souček  ·
23 Jaroš ·
24 Vlček ·
25 Šulc ·
26 M. Jurásek ·
Coach: Hašek